# Vuelta
|  | Per a altres significats, vegeu «Volta ciclista a Espanya». |

Vuelta és una revista litarària fundada l'any 1976 per Octavio Paz a Mèxic que té com a objectiu la difusió de la cultura castellana. De caràcter plural, democràtica i interassada en la cultura d'arreu del món es caracteritza per donar a conèixer autors castellans contemporanis gràcies a les seves traduccions al castellà. Dona cabuda a tots els gèneres literaris. Al seu consell de redacció, a més de la direcció d'Octavio Paz, hi ha col·laboarat noms com Bioy Casares, Cabrera Infante, Pere Gimferrer, Ramon Xirau i Subias, Álvaro Mutis, Juan Goytisolo, Fernando Savater i Mario Vargas Llosa, entre d'altres.
El 1993 la revista fou guardonada amb el Premi Príncep d'Astúries de Comunicació i Humanitats. Va tancar en agost de 1998.